# Ludmila
Ludmila je  žensko osebno ime.

## Izvor imena
Ime Ludmila je različica imena Ljudmila.

## Tujejezikovne oblike imena
- pri Angležih: Ludmila
- pri Bolgarih: Людмила
- pri Čehih: Ludmila
- pri Madžarih: Ludmilla
- pri Poljakih: Ludomiła
- pri Rusih: Людмила
- pri Slovakih: L'udmila

## Pogostost imena
Po podatkih Statističnega urada Republike Slovenije je bilo na dan 31. decembra 2007 v Sloveniji število ženskih oseb z imenom Ludmila: 120.

## Osebni praznik
V koledarju je ime Ludmila skupaj z Ljudmilo; god praznuje 16. septembra.